# 御大典奉祝名古屋博覧会

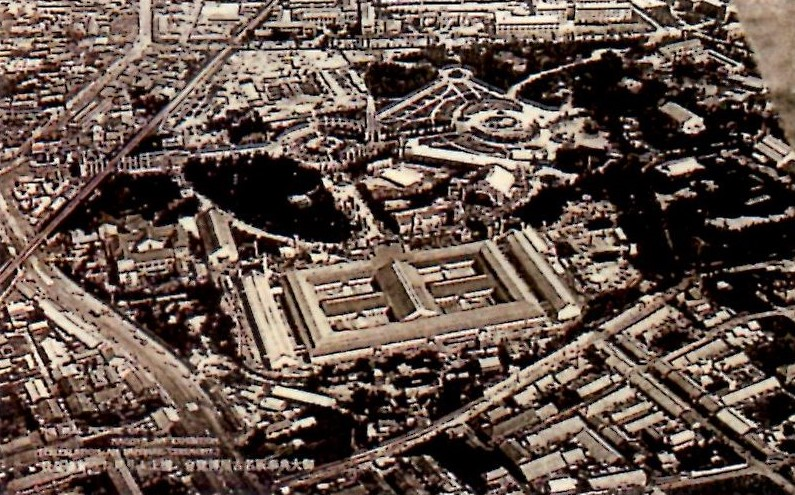
会場全景。中央の「田」の字の建物が本館

御大典奉祝名古屋博覧会（ごたいてんほうしゅくなごやはくらんかい）は、1928年（昭和3年）に名古屋市中区（当時）の鶴舞公園において開催された博覧会。

## 概要
つまり昭和天皇の即位を記念する御大典という名目で、名古屋勧業協会が開催した。当時の不況を打破するためのイベントでもあった。博覧会事務局は主催者である名古屋勧業協会内に設置され、会長には当時の大岩勇夫名古屋市長が就任し、総裁には在名経験のある賀陽宮恒憲王を迎えた。
会期は1928年（昭和13年）9月15日から11月30日だった。全国37府県が参加し、最終的な来場者数は194万人に及んだ。出展は国内府県のほか、朝鮮総督府・台湾総督府・関東庁・南満州鉄道・南洋庁などの当時の日本の統治地域各地に及び、出品数は数十万点にのぼったという。

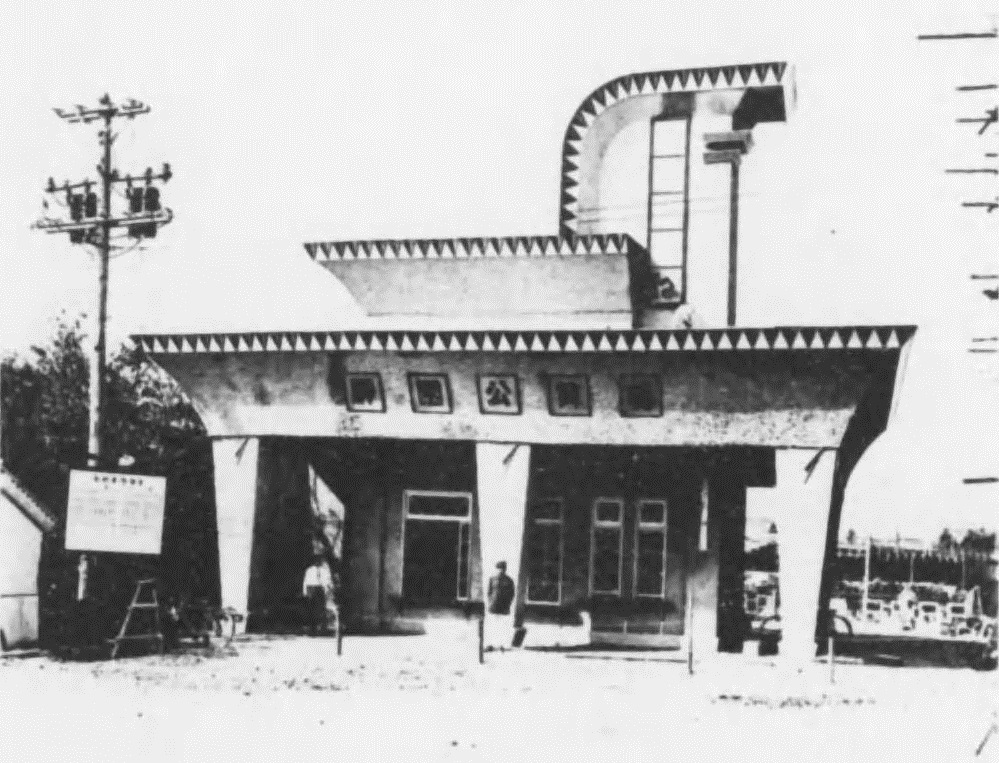
鶴舞公園駅

この博覧会の交通アクセスとして、中央本線に臨時駅鶴舞公園駅が設置された。
また、会場内には美術館が設けられ、既に公園内に存在した市立名古屋動物園も博覧会の一部として来場客を楽しませた。博覧会本館敷地は、閉会後グラウンドとして利用された。
大会正門は、閉幕後左右をカットした状態で八事の別荘地「天白渓」に移設された。

## 会場内施設

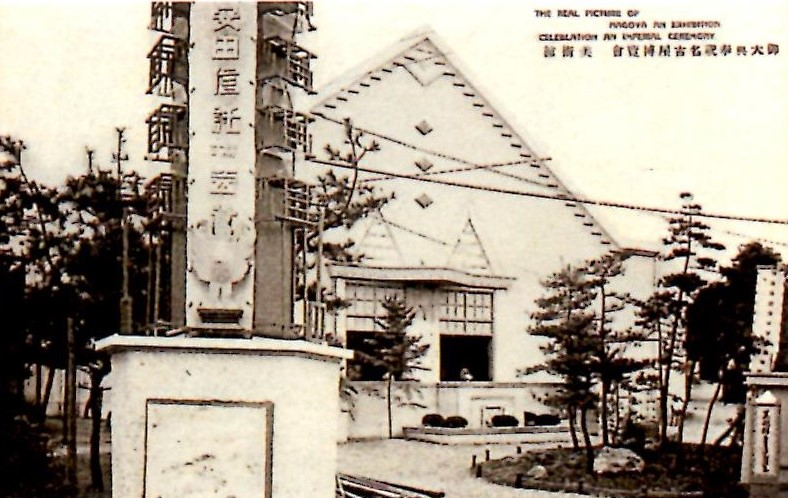
美術館

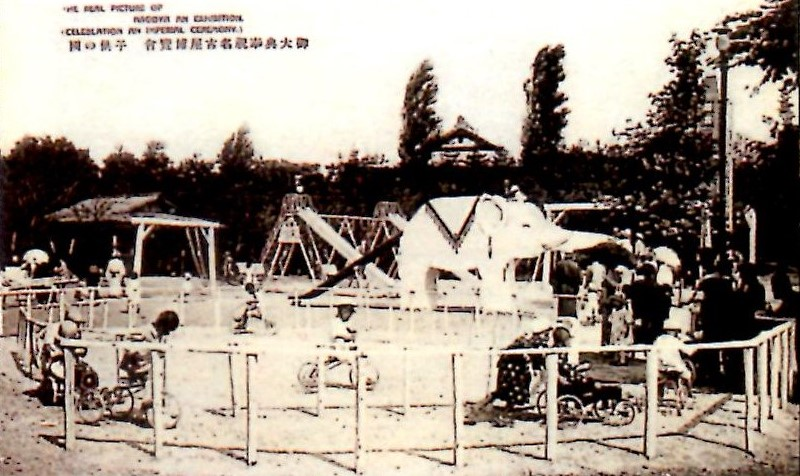
子供ノ国

会場本部
- 本館[2]
- 機械館[2]
- 電気館[2]
- 農林館[2]
- 家畜館[2]
- 小鳥館[2]
- 国防館[2]
- 日光館[2]
- 満蒙参考館[2]
- 印刷館[2]
- 演舞館[2]
- 野外劇場[2]
- 鶴々亭[2]
- 迎賓館[2]
- 子供ノ国[2]

会場東部
- 歴史館[2]
- 教育館[2]
- 朝鮮館[2]
- 台湾館[2]
- 余興館[2]

その他
- 大礼館[2]
- 衛生館[2]
- 美術館[2]
- 貴賓館[2]
- 売店[2]